# 溶屍奇案
《溶屍奇案》是1993年上映的一部香港犯罪驚慄片，由查傳誼執導，吳鎮宇、葉童、梁思敏、黃秋生等主演，改編自1989年沙田作壆坑村空姐溶屍案。本片在電影分級制度下為香港三級片，獲提名第13屆香港電影金像獎最佳導演、最佳編劇及最佳男配角（黃秋生），導演查傳誼成為香港影史上少數憑三級片入圍金像獎最佳導演的香港導演。

## 劇情
該片題材取自香港空姐溶屍案，講述1989年5月6日，新界沙田作壆坑村發生了一宗以鹽酸溶解屍體的案件，警方隨後派出劉督察前往調查……
| 角色名稱        | 演員   | 備註                              |
| --------------- | ------ | --------------------------------- |
| 汪德明／Patrick | 吳鎮宇 | 美籍華人，該案第一被告            |
| 鄭宛芬／Shirley | 葉 童  | 社工                              |
| 阮慕玲／Kitty   | 梁思敏 | Patrick的女友，該案第二被告       |
| 劉督察／劉Sir   | 黃秋生 | 負責調查該案的警察                |
| 汪芷筠／Brenda  | 賀 茵  | 空中小姐，Patrick前女友，該案死者 |
| 檢控官          | 秦 沛  | 該案的檢控官                      |
| 律師            | 許紹雄 | Patrick的辯護律師                 |
| 曾志毅          | 劉 江  | Shirley的男友                     |

## 電影分級
該片在香港被分類為第三級，未滿18歲人士不得觀看。

## 獎項
| 年份 | 頒獎典禮             | 獎項       | 名單                   | 結果 |
| ---- | -------------------- | ---------- | ---------------------- | ---- |
| 1994 | 第13屆香港電影金像獎 | 最佳導演   | 查傳誼                 | 提名 |
| 1994 | 第13屆香港電影金像獎 | 最佳編劇   | 鍾繼昌、林紀陶、鍾愛芬 | 提名 |
| 1994 | 第13屆香港電影金像獎 | 最佳男配角 | 黃秋生                 | 提名 |

## 外部連結
- 香港影庫上《溶屍奇案》的資料（繁體中文）
- 開眼電影網上《溶屍奇案》的資料（繁體中文）
- 时光网上《溶屍奇案》的資料（简体中文）
- 豆瓣电影上《溶屍奇案》的資料 （简体中文）
- 爛番茄上《溶屍奇案》的資料（英文）
- 互联网电影数据库（IMDb）上《溶屍奇案》的资料（英文）